# Косметика

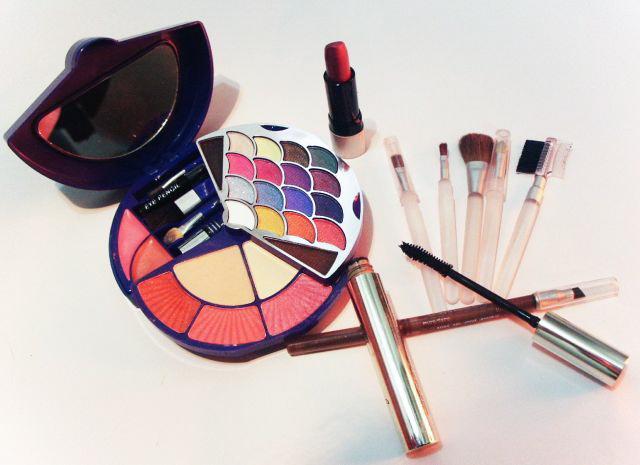
Косметичка і косметичне приладдя

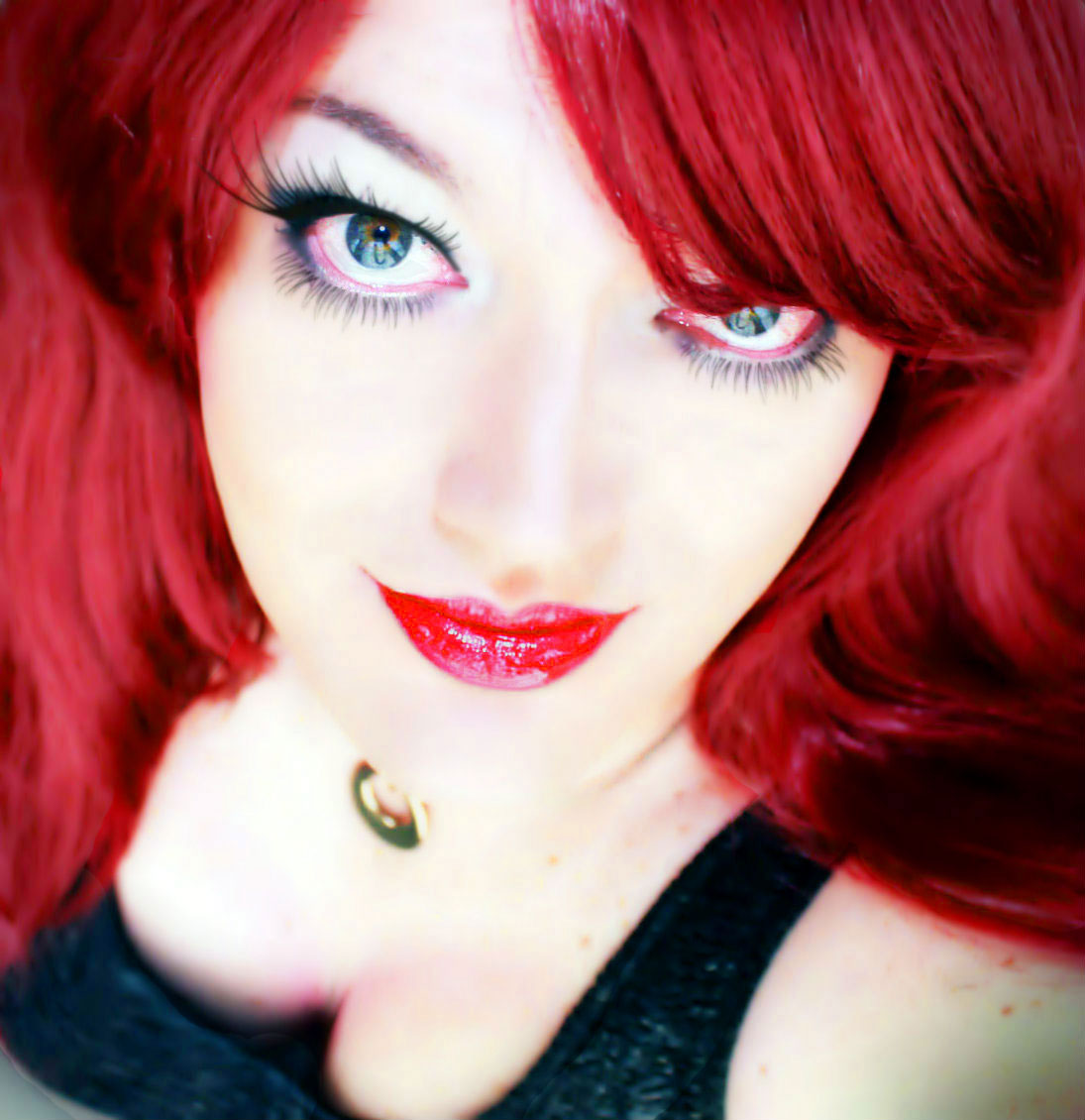
Дівчина із макіяжем на обличчі

Косме́тика (від грец. κοσμητική — «мистецтво прикрашати», споріднене з «космос») — загальна назва засобів і речовин, що застосовують для поліпшення зовнішнього вигляду або запаху людського тіла. До косметики входять: креми для тіла, лосьйони, порошки, парфуми, помади, лаки для нігтів, тіні для повік, туш для вій, хімічна завивка, кольорові контактні лінзи, фарби для волосся, лак і гелі для волосся, дезодоранти, дитячі продукти, олії, солі для ванн та багато інших виробів. Їхнє використання має значне поширення, особливо серед жінок західних країн. Багато виробників розрізняють прикрашальну косметику та косметику для догляду за шкірою тіла. Більший попит має саме декоративна косметика.
У XX столітті виникло багато компаній і підприємств, що виробляють продукти для прикрашання і поліпшення запаху тіла людини. Деякі з них стали транснаціональними корпораціями.

## Вступ
Виробництво косметики зараз контролюється невеликою кількістю міжнародних корпорацій, які були створені на початку двадцятого століття, але розповсюдження та продаж косметики здійснюють інші різноманітні компанії. Управління контролю за продуктами та медичними препаратами США, яке регулює косметику в США, визначає призначення косметики як «створена для застосування на людському тілі для очищення, прикрашання, збільшення привабливості або зміни зовнішності без впливу на структуру тіла та його діяльність». Це широке визначення охоплює будь-який засіб, призначений для використання як складову косметичної продукції. Управління продовольства і медикаментів США, зокрема, вилучило мило з цієї категорії.
Прикрашальна косметика — група косметичних засобів, призначених для приховування або сприяння прикриванню косметичних вад шкіри, волосся, нігтів і поліпшення їхнього вигляду. До декоративної косметики відносять два види гриму (залежно від призначення): побутовий і театральний (професійний).
Декоративний косметичний засіб — виріб декоративної косметики на жировій основі, порошкоподібне або компактне, призначене для макіяжу. З огляду на сучасні віяння щодо створення багато-дієвих косметичних засобів, складно визначити чітку межу між гігієнічною (попереджувальною), лікувальною і прикрашальною косметикою.
Існує кілька класифікацій косметичних засобів декоративного призначення.
Щодо місця застосування:
- З догляду за нігтями — лаки, емалі;

- Для піклування за волоссям (естетичного призначення) — засоби для зміни форми волосся (препарати для хімічної завивки); засоби для укладання волосся і закріплення зачіски (муси, піни, лаки); засоби для зміни кольору волосся (фарби, відтінкові шампуні, освітлювачі волосся).

- Стосовно догляду за обличчям: повіки (тіні для вік, контурні олівці, каяли, підводки, лайнери); вії (туш для вій); брови (олівці, туш для брів); щоки (рум'яна); червона облямівка губ (губні помади, блиск для губ, контурні олівці); обличчя в цілому (пудра, тональні креми, ґрунтовка).

Згідно природи дисперсної системи:
- Гомогенні системи (істинні розчини) — лаки для нігтів.
- Гетерогенні системи: порошки — пудра, рум'яна, тіні для вік тощо.; суспензії – рідка пудра, брускова туш для вій, емалі для нігтів та інше; аерозолі – піни, муси, лаки для волосся [Архівовано 11 листопада 2020 у Wayback Machine.] й інше; гелі – гелі для укладання волосся придання блиску, тощо; поєднані системи – кремові рум'яна, тональні креми, рідка туш для вій та інші.

## Історія

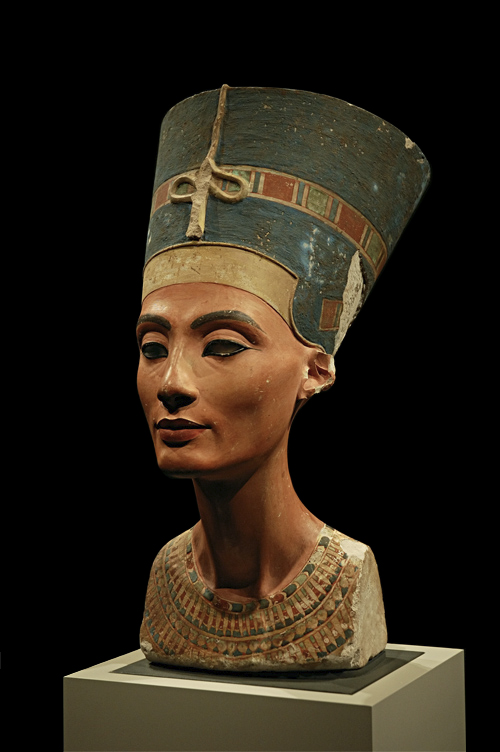
Погруддя Нефертіті зображає використання підводки для очей

Перші археологічні свідчення використання косметики були знайдені у Стародавньому Єгипті близько 3500 р. до н. е. Стародавні греки і римляни також користувались косметикою. Римляни і стародавні єгиптяни використовували косметичні засоби, що містили отруйну ртуть і свинець. Древнє царство Ізраїлю також потрапило під вплив косметики, про що свідчить запис у Старому Заповіті — 2 Книга Царів 9:30, коли Єзавель намалювала свої повіки — приблизно 840 р. до н. е. Біблійна Книга «Естер» також описує різні косметичні процедури.
У Середньовіччі використання косметики не схвалювалось церковними провідниками, але багато жінок все одно використовували косметичні засоби. Блідий колір шкіри обличчя був дуже популярний серед жінок у Середньовіччі. Такого ефекту вони досягали завдяки використанню пасти свинцю, крейди, борошна або кровопускання. Жінки також накладали білу свинцеву фарбу, яка була відома як «косметичні білила», на свої обличчя, щоб досягнути ефекту блідості шкіри.
Найперші медичні нотатки Київської Русі з’явилися у ІХ столітті, а у 30-х роках ХІІ століття, онука Володимира Мономаха – Зоя, написала працю «Мазі». У ній є відомості про різні хвороби та способи їх лікування, вказівки стосовно догляду за тілом (охайності) та шкірою, поради від «паршивости голови» та багато іншого. Макіяж в українській культурі також мав своє місце, проте не у загальноприйнятому значенні. Українки, як доньки природи, користалися знаряддями від землі. Українські жінки застосовували сік малини чи вишні як помаду, а буряк як рум'яна. Обличчя вони «припудрювали» пшеничним борошном або крейдою для відбілення. Вії та брови підводили сажею. Водночас, вважається, ніби тодішні чоловіки називали таких дівчат «ляльками» і надавали перевагу природності.
В історії Заходу використання косметики неодноразово засуджувалось. Наприклад, у XIX столітті королева Вікторія привселюдно оголосила, що макіяж — це непристойно, вульгарно і прийнятно лише для застосування акторами.
Жінкам 19 століття подобалось бути тендітними леді. Вони порівнювали себе з ніжними квітками і підкреслювали власну лагідність і жіночність. Вони завжди прагнули, аби колір їхньої шкіри був блідим та ними цікавились. Іноді пані накладали трохи рум'ян на щоки, і використовували «беладону», щоби зробити очі виразнішими, відтінивши їх. Загалом макіяж не схвалювався у 70-і роки 19 століття, коли соціальні приписи стали жорсткішими.
Проте актрисам було дозволено користуватися макіяжем, і такі відомі красуні, як Сара Бернар та Лілі Ленгрі могли застосовувати пудру. Більшість доступних косметичних виробів були все ще хімічно підозрілими чи застосовувалися поряд із харчовими барвниками, ягодами та овочами.
До середини XX століття косметика була в широкому вжитку жінок у майже всіх промислових суспільствах по всьому світу.
Косметику використовували протягом тисяч років. Відсутність дієвого нагляду за виробництвом і застосуванням косметики, призводила до побічних наслідків, деформацій, сліпоти та навіть смерті. Прикладами цього були: поширене вживання свинцевого білила (білого свинцю), яким покривати обличчя протягом епохи Відродження, та сліпота, спричинена тушшю Lash Lure протягом XX століття.
Світові річні витрати на косметику сьогодні (2020-і) оцінюються в 19 млрд доларів. Серед найбільших косметичних компаній найбільшою є L'Oréal, заснована Еженом Шуллером у 1909 році як французька компанія нешкідливої фарби для волосся (зараз 26 % володіє Ліліан Беттанкур і 28 % — Nestle; решта 46 % перебувають на відкритих торгах). Елізабет Арден, Хелена Рубінштейн та Max Factor розвинули ринок у США протягом 1910 року. До цих фірм приєдналися Revlon перед Другою світовою війною та Estee Lauder після війни.

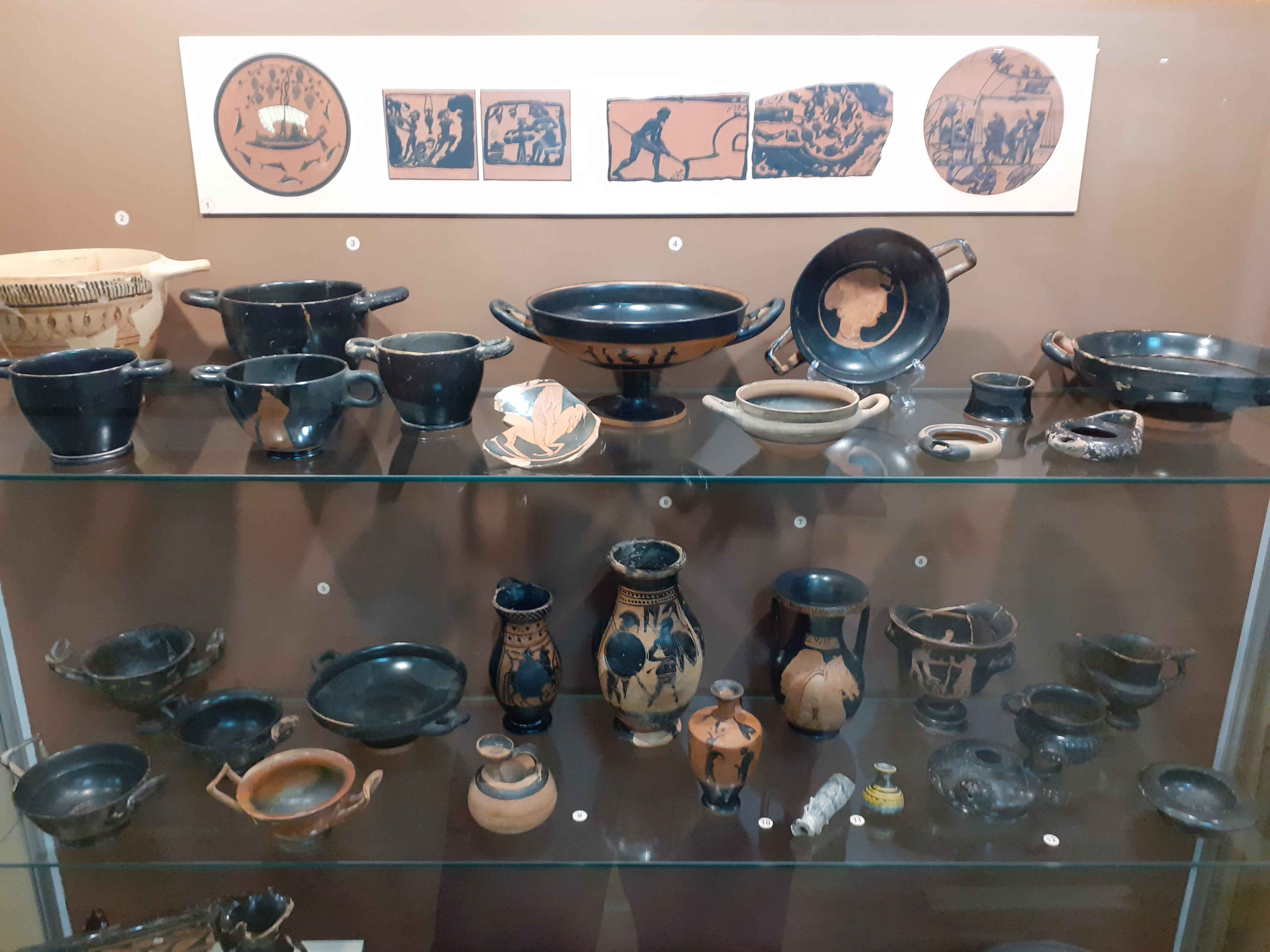
Україна, Ольвія, на нижній поличці глечики і пляшечки для косметики

Продукти краси зараз широко доступні лише від спеціалізованих роздрібних торговців в інтернеті, до яких нещодавно приєдналися розвинуті ринки збуту, разом з найбільшими універмагами та традиційними магазинами краси.
Як і більшість галузей промисловості, косметичні компанії чинять опір регулюванню з боку державних органів таких, як FDA, і лобіювали проти цього протягом років. FDA не зобов'язане схвалювати або переглядати косметичні засоби, або те, що відбувається в них, перш ніж їх продають споживачам. FDA контролюють фарбники, які можуть використовувати в косметиці та фарбах для волосся. Косметичні компанії не повинні повідомляти про будь-які ушкодження від продуктів; вони тільки можуть робити добровільне відкликання продуктів.
Хоча сучасний макіяж використовують переважно жінки, поступово все більше число чоловіків застосовують косметику, яка зазвичай пов'язується з жінками, щоби поліпшити або приховати власні риси обличчя. Деякі чоловіки свідомо використовують коректор. Косметичні бренди випускають косметичні засоби навмисно розроблені для чоловіків, а чоловіки застосовують такі продукти все частіше і частіше. Існує розбіжність думок щодо цього, оскільки багато хто вважає, що чоловіки, котрі носять макіяж, нехтують узвичаєними гендерними ролями і не ставляться до чоловіків, які наносять косметику, схвально. Проте, інші розглядають це як знак наявної статевої рівності і вважають, що чоловіки також мають права на покращення рис їх обличчя чи усунення фізичних вад за допомогою косметики, якщо жінки це можуть робити — наприклад боксери після бою прикривають тональними кремами отримані ушкодження (синці, тощо).

## Економіка
Парфумерно-косметичний ринок в Україні майже у всіх сегментах представлений переважно продукцією іноземних виробників. Вітчизняні виробники наразі не можуть конкурувати з всесвітньо відомими брендами. До того ж зараз підвищується попит саме на дорогу косметичну продукцію популярних ТМ. Окрім того, суперником української продукції, є дешеві вироби з сусідніх країн.
Попри це, є вітчизняні виробники природної косметики, котрі неодноразово довели свою значущість не лише на українському, а й на світовому косметичному ринку: Zirka, Яка, Dushka, Sane, Profi Style, Hillary Cosmetics, Green Pharm Cosmetic, тощо.
Можна зазначити, що споживачі значно охочіше купляють косметичну продукцію у крамницях. Найбільш далекоглядними є мережі магазинів із самообслуговуванням. Нагода розглянути товар зблизька, потримати його в руках, понюхати — підштовхує покупця придбати косметику. Також однією з переваг таких магазинів є широкий перелік засобів.
В таблиці показано частку кожного підрозділу українського косметичного ринку за обсягами продажів 2005 року.
| 1 | Декоративна косметика (559 млн. дол.)                                                            | 29% |
| 2 | Засоби для догляду за шкірою (293 млн. дол.)                                                     | 16% |
| 3 | Засоби для догляду за волоссям (292 млн. дол.)                                                   | 15% |
| - | ------------------------------------------------------------------------------------------------ | --- |
| 4 | Засоби для ванни та душу (258 млн. дол.)                                                         | 14% |
| 5 | Парфумерія (145 млн. дол.)                                                                       | 8%  |
| 6 | Косметика для чоловіків (122 млн. дол.)                                                          | 6%  |
| 7 | Дезодоранти (89 млн. дол.)                                                                       | 5%  |
| 8 | Засоби для догляду за ротовою порожниною (71 млн. дол.)                                          | 4%  |
| 9 | Косметика для дітей (50 млн. дол.) Сонцезахисна косметика (9 млн. дол.) Депілятори (3 млн. дол.) | 3%  |

Як бачимо з таблиці, найбільш прибутковою в Україні є галузь прикрашальних засобів – складає 29%. Далі йдуть засоби для догляду – 16%. Засоби з догляду за шкірою ведуть перед на косметичному ринку.

## Критика та суперечки

### Етика
У XX ст. поширеність косметики швидко зросла. Косметика все більше використовується дівчатами в юному віці, особливо у Сполучених Штатах Америки. Через швидке зменшення віку користувачів косметики, багато компаній головних брендів як Rimmel та дорожчих продуктів як Estee Lauder сприяють зростанню ринку завдяки впровадженню ароматніших помад і блисків, косметики, упакованої в яскраві блискучі пакування, продажу та реклами із залученням юних моделей. З'явилася ціла лінійка дитячої (дівчачої) прикрашальної косметики. Соціальні наслідки омолодження стандартів краси привернули велику увагу в засобах масової інформації за останні декілька років. Критика щодо косметики надходила з різних джерел, зокрема від деяких феміністських, релігійних груп, борців за права тварин, авторів та зацікавлених суспільних груп. Зростає переконання про перевагу косметики, яка нібито не містить отруйних складових, особливо отриманих з нафти, лаурилсульфату натрію (SLS), і парабенів.

### Безпека
Численні оприлюднені звіти посилили занепокоєння щодо безпеки кількох поверхнево-активних речовин. Лаурилсульфат натрію (SLS) викликає низку захворювань, зокрема шкіри — дерматит.
Парабени можуть викликати подразнення шкіри і дотикові дерматити у людей з алергією на парабени, невеликий відсоток від загальної чисельності населення. Досліди на тваринах показали, що парабени мають слабку естрогенну активність, діючи як ксеноестрогени. Випадання вій також може бути пов'язане із тривалим застосуванням косметики.
Синтетичні аромати широко використовуються в споживчих товарах. Дослідження на основі шкірних алергічних проб показують, що синтетичні аромати, зроблені з багатьох компонентів, викликають алергічні реакції. Косметичні компанії були піддані критиці за створення псевдо-наукових тверджень про свої продукти, які вводять в оману або не підтримуються науковими доказами.

### Випробування на тваринах
Випробовування косметичних засобів на тваринах особливо суперечливе явище. Такі випробування, що й досі проводяться в США, спричиняють загальне отруєння, подразнення очей та шкіри, фото-токсичність (отруєння спричинене ультрафіолетовим випромінюванням) та мутагенність.
В Україні тестування парфумерно-косметичної продукції на тваринах використовується згідно з Державними санітарними, правилами і нормами безпеки продукції парфумерно-косметичної промисловості від 01.07.1999 № 27.
Випробування косметики заборонене в Нідерландах, Бельгії та Великій Британії. У 2002 році, після 13 років дискусій, Європейський Союз (ЄС) згодився поступово вводити майже цілковиту заборону на продаж косметики перевіреної на тваринах на теренах всього Євросоюзу з 2009 року і заборонити будь-яке випробування на тваринах пов'язане з косметикою, а 11 березня 2013 р. в Європі була введена заборона на торгівлю косметичними засобами, що тестуються на тваринах. Франція, батьківщина найбільшої у світі косметичної компанії Лореаль, висунула протест проти запропонованої заборони подавши позов до Європейського суду в Люксембурзі, вимагаючи скасувати заборону. Противником цієї заборони є також Європейська федерація косметичних інгредієнтів, яка представляє інтереси 70 компаній у Швейцарії, Бельгії, Франції, Німеччині та Італії.

## Психологічна спонука використання косметики

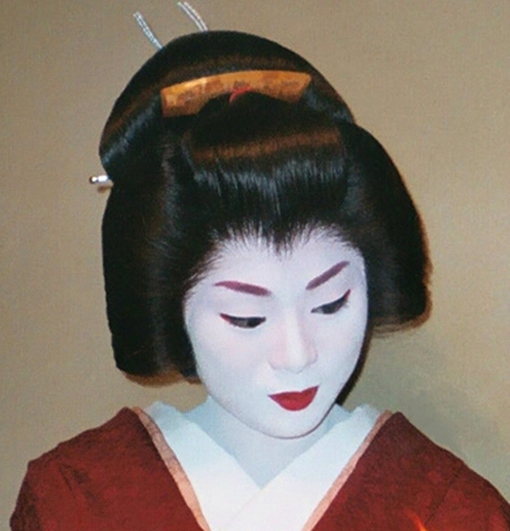
Гейша в узвичаєному макіяжі

Кореляційне (співвідносне) дослідження, в якому взяли участь 30 англійок виявило, що тривога (p= .008), самопрезентація (p=.003) та подібність, загалом позитивно взаємопов'язані з використанням косметичних засобів, а соціальна впевненість (p=0.32), емоційна непохитність (p= .037), самоповага (p=.003) та зовнішня привабливість (p=.006) переважно недобре співвідносяться із застосуванням косметики. Ці дані свідчать, що стривожені, невпевнені у собі жінки більш схильні до застосування косметичних засобів, ніж емоційно стійкі, самовпевнені жінки, котрі почуваються привабливими.
Інше дослідження проведене Кешом, Доусоном, Дейвісом, Боуеном та Галюмбеком, до якого були залучені студенти коледжу, виявило, що ровесники чоловічої статі схильні бути суворішими суддями жіночої зовнішньої привабливості, ніж ровесниці-дівчата. Також було відзначено, що жінки можуть переоцінювати власну привабливість, коли користуються макіяжем.
Проте, на сьогодні літератури, що стосувалася б заохочення до застосування косметики майже немає, але суспільство безумовно отримало би користь від регулярного проведення емпіричних досліджень з цієї теми. Вищезгадані дослідження працювали лише з невеликими вибірками, що складались з білих жінок віком 20-25 років, котрі вже навчалися в університеті. Потрібні нові дослідження, які охоплювали б вибірки з людей різних рас, культур, віросповідань, освітніх рівнів, соціальних класів, статей та віку.

## Види макіяжу
- Бронзант використовується для надання шкірі золотистого та бронзового відтінку.
- Туш застосовується для подовження, надання об'єму та насиченішого кольору віям. Існують туші природних кольорів, таких як чорного та коричневого, а також є туші яскравих кольорів, наприклад блакитного, рожевого чи фіолетового. Є різні види туші, зокрема водостійка, для тих хто схильний до алергій та раптових сліз. Часто вії фарбують тушшю після попереднього накладення основи та їх підкручування. Тепер (2000-і) є туші, що вміщують особливі складові для покращення росту вій та збільшення їхньої товщини. Існують певні мінерали та білки, внесення яких до складу туші, не лише укріплює, а й прикрашає.
- Клей для повік, накладні вії, підводка для очей, тіні для очей, блискітки для очей, олівець з блискітками для очей як і олівці різних кольорів використовуються для надання кольору та підкреслення повік (великі очі надають молодшого вигляду).
- Олівець для брів, креми, віск, гелі та пудри застосовуються для надання кольору та підкреслення ліній брів.
- Лак для нігтів служить для фарбування нігтів рук та ніг.
- Декоративний спрей (фіксатор) — застосовується для того, щоби макіяж протримався якомога довше у гарному стані.

Косметику можна характеризувати згідно її фізичного складу. Косметика може бути у вигляді рідини, крему, пудри, як і твердої, так і розсипчастої, спрею, крему, у складі якого немає води та паличок.
Засіб для зняття макіяжу — речовина, що використовується для очищення шкіри від косметики. Також застосовується для підготовки і чистки шкіри для інших процедур, як наприклад, використання будь якого типу лосьйону для обличчя перед сном.

## Склад

### Органічні та природні компоненти
Хоча багато косметичних продуктів контролюються певним нормами, все ж присутність шкідливих хімічних речовин в цих продуктах викликає занепокоєння за здоров'я
користувачів.

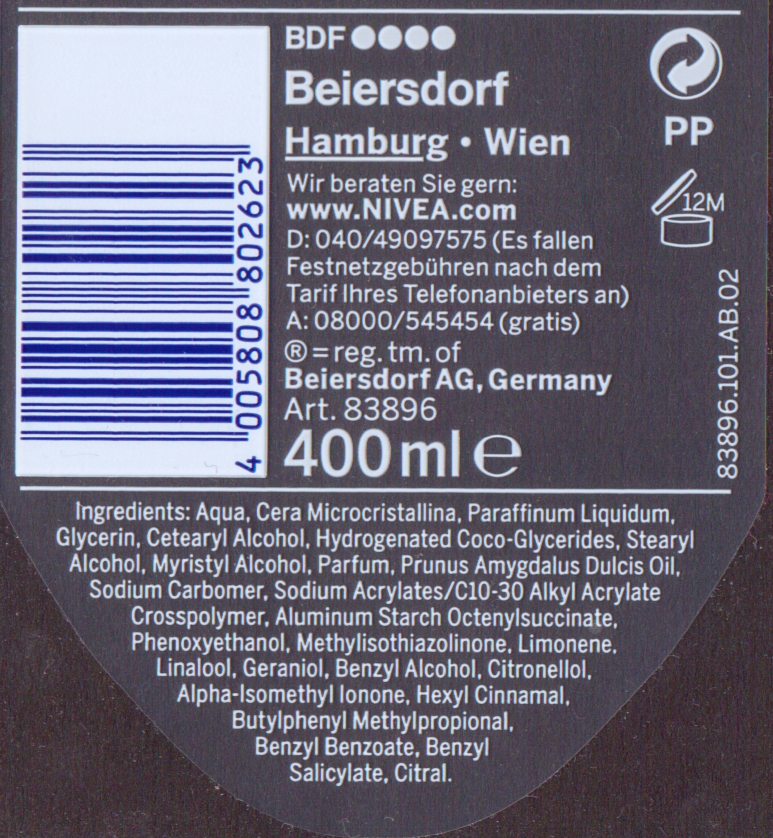
Перелік складників косметичного засобу, що відповідає NCI, розміщують на звороті пакування внизу.

Термін «органічна косметика» запозичений з харчової індустрії, де кілька десятиліть тому з'явились натуральні вироби, марковані знаками «біо», «еко» або «органік». Це сертифіковані продукти, для виробництва яких не використовують хімічні засоби захисту рослин, мінеральні добрива синтетичного походження, генетично модифіковані організми (ГМО) та будь-які штучні барвники, ароматизатори, консерванти. Не припустимими є рафінування, мінералізація та інші способи, що зменшують або знищують поживну цінність продукту.
Органічну косметику слід відрізняти від натуральної, що лише містить компоненти природного походження. Нормативно-правових документів, що обумовлюють межі застосування терміна «натуральний» не існує. Це означає, що виробники мають право поряд з натуральними інгредієнтами додавати у косметичний продукт синтетичні складові (емульгатори, консерванти, ароматизатори, барвники) і продукти нафтохімії (вазелін, пропіленгліколь) у будь-яких співвідношеннях. Термін «натуральний» означає, що інгредієнт не піддавався значній зміні у порівнянні з його початковим станом, а також з продукту нічого не видаляли (крім води) і нічого в нього не додавали. Станом на 2012 рік в Україні на державному рівні ще не розроблено норми щодо органічних косметичних засобів.
Станом на 2012 рік серед фахівців не існує єдиної думки про те, яку косметику можна
вважати органічною. У багатьох країнах існують органи добровільної сертифікації подібних продуктів, в кожного з яких є своє зведення правил і стандартів. Прикладами таких органів є:
- в Австралії — BFA (Biological Farmers of Australia),
- у Франції — Cosmebio (на пакуванні має бути зазначений логотип Ecocert з позначкою «Natural» (натуральна косметика) або «Natural and Organic Cosmetic» (натуральна і органічна косметика), посилання на повноважний орган, зазначення відсоткового вмісту складників природного походження та відсоткового вмісту інгредієнтів органічного походження),
- в Німеччині — Neuform і BDIH.

Ці органи видають відповідний сертифікат.

### У США
Крім доданків, які надають колір, косметичні продукти та їх складові не є першочерговими об'єктами для Управління по контролю якості харчових продуктів і медикаментів (США) (FDA) розповсюдження на ринку перед їх випуском на ринок. Лише у разі випущення товарів, які не відповідають положенням Акту FDA та Закону «Про правдиву інформацію, яка вказується на пакуваннях чи маркуваннях товарів» FDA може вжити заходів щодо таких порушень. Кожного сезону випускається велика кількість нових продуктів, тому важко простежити безпечність кожного засобу. Деякі продукти містять шкідливі онкогенні речовини, такі як 1,4-діоксан. Багато косметичних компаній випускають природні та органічні продукти. Всі природні продукти містять мінеральні та рослинні складники, а органічні косметичні засоби виробляються з органічних сільськогосподарських продуктів. Жодні косметичні вироби не є органічними, якщо на них немає відповідного маркування.

### Мінеральна косметика
Термін «мінеральна косметика» стосується категорії косметики для обличчя, куди входять основа під макіяж, тіні для повік, рум'яна, косметика, що нагадує засмагу, яка виробляється із розсипчастих сухих мінеральних порошків. Блиски для губ, тональні креми та інші рідкі косметичні продукти, а також компактні засоби для макіяжу такі як тіні для повік та пудра-рум'яна вважаються мінеральною косметикою, якщо вони містять потрібні для сухої мінеральної косметики складники. Рідкі косметичні засоби можуть містити консерванти, а компактні засоби для макіяжу повинні містити зв'язувальні речовини, яких немає в сухих мінеральних засобах.

## Косметична продукція
- Помада, блиск для губ, бальзам для губ, кондиціонер для губ.
- Основа під макіяж
- Рум'яна
- Пудра
- Туш для вій
- Тіні для очей, підводка для очей
- Олівець для брів
- Лак для нігтів
- Антиперспіранти
- Косметика сходу
- Гелі, спреї, кондиціонери для волосся
- Косметика для волосся

До косметики також входить різні продукції по догляду за шкірою. Такі як, креми і лосьйони для обличчя і тіла, сонцезахисні засоби, засоби для автозасмаги, різні креми для видалення недоліків (вугрів, прищів, зморшок, кіл під очима).

## Професії у косметології
Для прикладу у Німеччині, косметолога, як і візажиста, віднесено до Класифікації професій 2010 р. та поділено на професійну підгрупу косметичних професій.
Професії в галузі косметики – спеціалізована діяльність: 
82322 Спеціаліст з краси
82322 Стиліст по красі
82322 Органічний косметолог
82322 Біостетик
82322 Косметолог-спеціаліст
82322 Консультант з кольору, стилю та іміджу (прикиду)
82322 Косметолог з манікюру
82322 Модельєр нігтів
82322 Ортопед (косметичний)
82322 Манікюрниця
82322 Косметолог
82322 Візажист-стиліст
82322 Манікюрний косметолог
82322 Дизайнер нігтів
82322 Стиліст нігтів
82322 Майстер нігтьового сервісу
82322 Консультант спеціаліста з солярію
82322 Візажист

## Складники рослинного походження
Багато рослин використовують для виробництва косметики. Нижче наведено деякі приклади (разом з їхньою науковою назвою):
- береза (Betula, Betulaceae)

- мальвові (Abelmoschus, Malvaceae)

- соснові (Abies balsamea balsamea, Pinaceae)

- ялиця бальзамиста (Abies balsamea, Pinaceae)

- псевдотсуга Мензіса (Pseudosuga menziesii, Pinaceae)

- ялиця біла (Abies alba, Pinaceae)

- ялина європейська (Picea excelsa, Pinaceae)

- ялиця сибірська (Abies sibirica, Pinaceae)

- сантоліна кипарисоподібна (Santolina chamaecyparissus, Asteraceae)

- полин лікарський (Artemisia abrotanum, Compositae)

- полин гіркий (Artemisia absinthium, Compositae)

- акація (Acacia farnesian, Leguminosae)

- жовта акація (Caesalpinia spinosa, Caesalpinaceae)

- несправжня  акація (Robinia pseudoacacia, Leguminosae)

- падуб (Ilex aquifolium, Aquifoliaceae)

- оман високий (Inula helenium, Compositae)

- моринга (Moringa pterygosperma, Moringaceae)

- лімнантові (Limnanthes alba, Limnanthaceae)

- мальпігієцвіті (Malpighia punicifolia, Malpighiaceae)

- щавель горобиний (Rumex acetosella, Polygonaceae)

- петрові батоги (Cichorium intybus, Compositae)

- кульбаба лікарська (Taraxacum officinale, Compositae)

- нут (Bixa erellana, Bixaceae)

- синюха (Centaurea cyanus, Compositae)

- лепеха звичайна (Acorus calamus, Araceae)

- олеандр звичайний (Nerium oleander, Apocynaceae)

- венерині кучері звичайні (Adiantum capillus-veneris, Polypodiaceae)

- мак городній (Papaver somniferum, Papaveraceae)

- букові (Quercus infectoria gall, Fagaceae)

- агар (водорості) (Gelidium cartilagineum, Gelidiaceae)

- трутовикові (Polyporus umbellatus, Polyporaceae)

- амарилісові (Agave Rid, Amaryllidaceae)